# Arjen Nawijn

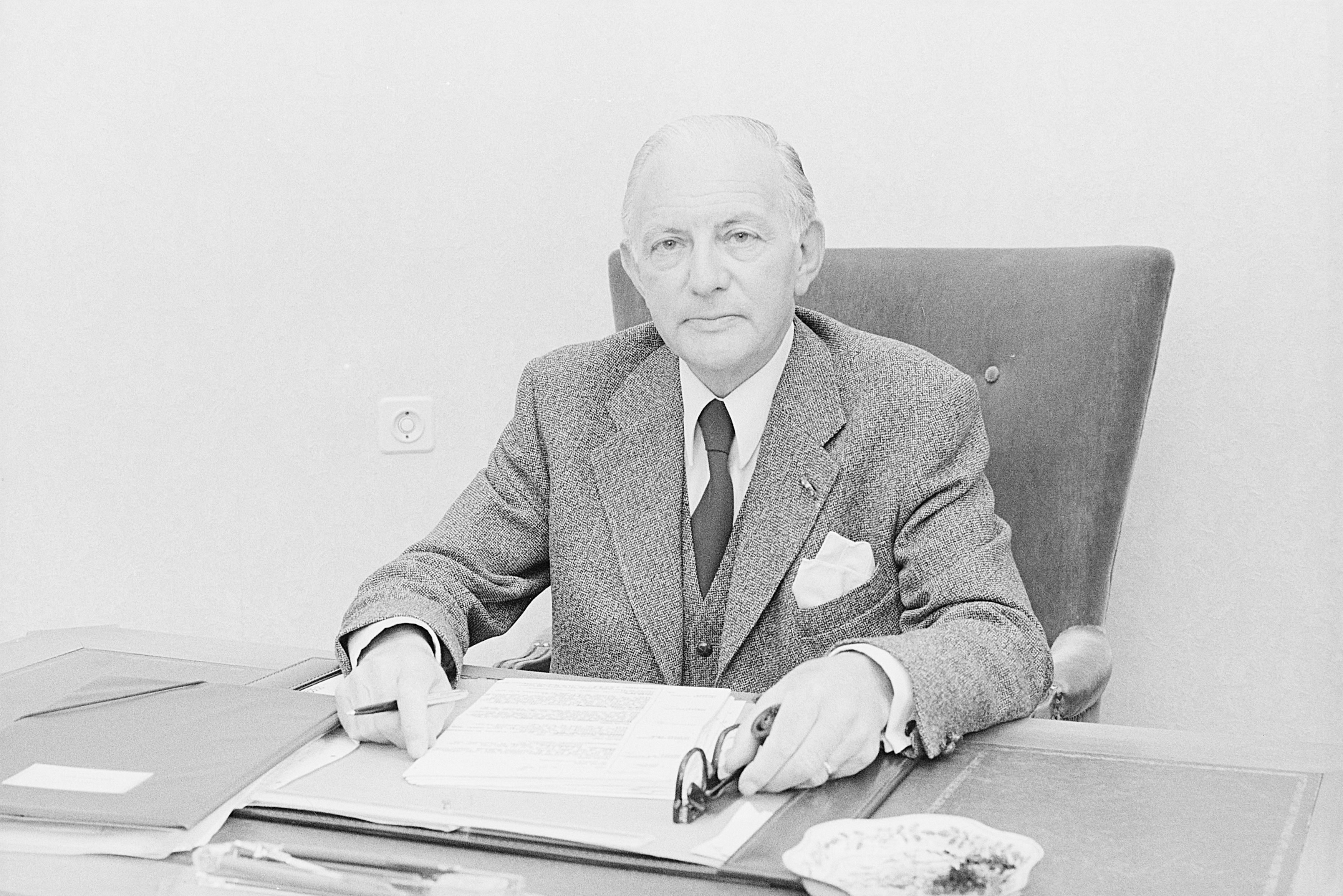
Arjen Nawijn in juni 1977

Arjen Nawijn (Waarder, 22 juni 1912 – Amstelveen, 2 augustus 2006) was een Nederlands politicus van de VVD.
Hij was commies-afdelingschef bij de gemeentesecretarie van Gorinchem voor hij in augustus 1950 benoemd werd tot burgemeester van de Overijsselse gemeente Olst. In juli 1966 volgde zijn benoeming tot burgemeester van Zandvoort wat Nawijn tot zijn pensionering in juli 1977 zou blijven. Hij overleed in 2006 op 94-jarige leeftijd in zijn woonplaats Amstelveen.
Nawijn is de vader van Jaap Nawijn, burgemeester van Hollands Kroon.